# Galium lanceolatum
Galium lanceolatum är en måreväxtart som först beskrevs av John Torrey och Asa Gray, och fick sitt nu gällande namn av John Torrey. Galium lanceolatum ingår i släktet måror, och familjen måreväxter. Inga underarter finns listade i Catalogue of Life.